# Campionati europei di biathlon 2015
I Campionati europei di biathlon 2015 sono stati la 22ª edizione della manifestazione. Si sono svolti ad Otepää, in Estonia, dal 28 gennaio al 3 febbraio 2015.
La nazionale russa che ha concluso la staffetta 4x7,5 km maschile al primo posto, successivamente è stata squalificata a causa della violazione delle regole antidoping da parte di Aleksandr Pečenkin. Le medaglie di conseguenza sono state riattribuite ad Ucraina (oro), Norvegia (argento) e Bielorussia (bronzo).

## Programma
| Giorno      | Ora (UTC+1) | Evento                                |
| ----------- | ----------- | ------------------------------------- |
| 28 gennaio  | 10:00       | 12,5 km individuale junior F          |
| 28 gennaio  | 13:30       | 15 km individuale junior M            |
| 29 gennaio  | 10:00       | 15 km individuale F                   |
| 29 gennaio  | 13:30       | 20 km individuale M                   |
| 30 gennaio  | 10:00       | 7,5 km sprint junior F                |
| 30 gennaio  | 13:00       | 10 km sprint junior M                 |
| 31 gennaio  | 10:00       | 7,5 km sprint F                       |
| 31 gennaio  | 13:00       | 10 km sprint M                        |
| 1º febbraio | 9:30        | 10 km inseguimento junior F           |
| 1º febbraio | 10:45       | 10 km inseguimento F                  |
| 1º febbraio | 13:00       | 12,5 km inseguimento M                |
| 1º febbraio | 14:15       | 12,5 km inseguimento junior M         |
| 2 febbraio  | 11:00       | Staffetta mista 2x6 + 2x7,5 km junior |
| 3 febbraio  | 9:00        | Staffetta 4x6 km F                    |
| 3 febbraio  | 12:00       | Staffetta 4x7,5 km M                  |

## Podi

### Uomini
| Evento               | Oro | Tempo                 | Argento                                                                                               | Tempo     | Bronzo                                                                     | Tempo     |
| 20 km individuale    | Aleksej Volkov | 53.23.2               | Serhij Semenov                                                                                        | 54.28.8   | Vladimir Iliev                                                             | 54.54.4   |
| 10 km sprint         | Aleksej Slepov | 22.38.0               | Lars Helge Birkeland                                                                                  | 22.52.5   | Antonin Guigonnat                                                          | 23.15.8   |
| 12,5 km inseguimento | Aleksej Slepov | 33.21.0               | Krasimir Anev                                                                                         | 34.05.3   | Anton Babikov                                                              | 34.11.7   |
| Staffetta 4x7,5 km   | Ucraina Artem Tyščenko Serhij Semenov Artem Pryma Dmytro Pidručnyj Russia Aleksej Volkov Anton Babikov Aleksandr Pečenkin Aleksej Slepov | 1:11:05.11:10:50.9 dq | Norvegia Håvard Gutubø Bogetveit Andreas Dahlø Wærnes Vegard Bjørn Gjermundshaug Lars Helge Birkeland | 1:12:02.0 | Bielorussia Uladzimir Čapelin Dmitriy Dyuzhev Dzmitry Abasheu Yuryi Liadov | 1:12:05.2 |

#### Juniores
| Evento               | Oro            | Tempo   | Argento        | Tempo   | Bronzo               | Tempo   |
| Individuale 15 km    | Aristide Bègue | 39:52.1 | Rene Zahkna    | 41:11.1 | Maksym Ivko          | 41:17.7 |
| 10 km sprint         | Fabien Claude  | 24:26.4 | Ėduard Latypov | 24:25.0 | Aleksandr Dedjuchin  | 24:58.8 |
| 12,5 km inseguimento | Ėduard Latypov | 35:19.5 | Rene Zahkna    | 35:24.1 | Aleksandr Povarnicyn | 35:25.8 |

### Donne
| Evento             | Oro                                                                       | Tempo     | Argento                                                                  | Tempo     | Bronzo                                                            | Tempo     |
| 15 km individuale  | Luminița Pișcoran                                                         | 51.15.7   | Christina Rieder                                                         | 51:36.3   | Ekaterina Jurlova                                                 | 52:03.2   |
| 7,5 km sprint      | Coline Varcin                                                             | 20:26.4   | Weronika Nowakowska                                                      | 20:36.1   | Ekaterina Šumilova                                                | 20:36.5   |
| 10 km inseguimento | Ekaterina Šumilova                                                        | 33.07.4   | Iryna Varvynec'                                                          | 33:39.3   | Ekaterina Jurlova                                                 | 34:01.5   |
| Staffetta 4x6 km   | Ucraina Julija Džyma Natal'ja Burdyga Valentyna Semerenko Iryna Varvynec' | 1:09:58.5 | Germania Annika Knoll Tina Bachmann Maren Hammerschmidt Karolin Horchler | 1:10:17.1 | Francia Anaïs Chevalier Chloé Chevalier Julia Simon Coline Varcin | 1:10:19.9 |

#### Juniores
| Evento              | Oro                  | Tempo   | Argento         | Tempo   | Bronzo          | Tempo   |
| 12,5 km individuale | Viktorija Slivko     | 38:41.1 | Dunja Zdouc     | 38:51.0 | Julija Žuravok  | 39:10.1 |
| 7,5 km sprint       | Anastasija Merkušyna | 21:56.3 | Dunja Zdouc     | 22:01.7 | Ul'jana Kajševa | 22:09.2 |
| 10 km inseguimento  | Anastasija Merkušyna | 35:52.9 | Ul'jana Kajševa | 36:13.3 | Dunja Zdouc     | 36:48.3 |

### Misti

#### Juniores
| Evento                 | Oro                                                                          | Tempo     | Argento                                                           | Tempo     | Bronzo                                                              | Tempo     |
| Staffetta 2x6+2x7,5 km | Russia Ul'jana Kajševa Viktorija Slivko Dmitrii Shamaev Aleksandr Povarnicyn | 1:15:24.0 | Francia Emily Battendier Lena Arnaud Aristide Bègue Fabien Claude | 1:15:32.2 | Ucraina Anastasija Merkušyna Julija Žuravok Maksym Ivko Anton Myhda | 1:16:03.8 |

## Medagliere
| Pos.   | Paese    | Oro | Argento | Bronzo | Totale |
| ------ | -------- | --- | ------- | ------ | ------ |
| 1      | Russia   | 5   | 0       | 4      | 9      |
| 2      | Ucraina  | 1   | 3       | 0      | 4      |
| 3      | Francia  | 1   | 0       | 2      | 3      |
| 4      | Romania  | 1   | 0       | 0      | 1      |
| 5      | Norvegia | 0   | 1       | 1      | 2      |
| 5      | Bulgaria | 0   | 1       | 1      | 2      |
| 6      | Austria  | 0   | 1       | 0      | 1      |
| 6      | Polonia  | 0   | 1       | 0      | 1      |
| 6      | Germania | 0   | 1       | 0      | 1      |
| Totale | Totale   | 8   | 8       | 8      | 24     |

### Juniores
| Pos.   | Paese   | Oro | Argento | Bronzo | Totale |
| ------ | ------- | --- | ------- | ------ | ------ |
| 1      | Russia  | 3   | 2       | 3      | 8      |
| 2      | Francia | 2   | 1       | 0      | 3      |
| 3      | Ucraina | 2   | 0       | 3      | 5      |
| 4      | Austria | 0   | 2       | 1      | 3      |
| 5      | Estonia | 0   | 2       | 0      | 2      |
| Totale | Totale  | 7   | 7       | 7      | 21     |